# Batumi
Batumi (gruzinsko ბათუმი, prej Batum ali Batoum) je obmorsko mesto ob Črnem morju in je prestolnica Adžarije, avtonomne republike na zahodu Gruzije. Ima 152.839 prebivalcev (popis 2014).
Batumi ima veliko pristanišče ter trgovski center, je pa tudi zadnja postaja transkavkaške železnice in postaja na naftovodu Baku-Tbilisi-Ceyhan. Nahaja se 20 km od turške meje, v subtropski coni, bogati s citrusi in čajem. Industrija obsega rafinerije, ladjedelništvo, predelavo hrane in lahko industrijo.

## Pobratena mesta
- Vanadzor, Armenija (2006)
- Pirej, Grčija (1996)
- Bari, Italija (1987)
- Kislovodsk, Rusija (1997)
- Savannah, Georgia, ZDA
- Donostia-San Sebastian, Španija (1987)
- Trabzon, Turčija (2000)
- Burgas, Bolgarija 2009